# Svetovno prvenstvo v hokeju na ledu 2008 - Divizija I
Divizija I Svetovnega prvenstva v hokeju na ledu 2008 se je odvila od 13. do 19. aprila 2008. Na turnirju je sodelovalo 12 reprezentanc, razdeljenih v dve skupini (Skupino A in Skupino B). 
Tekme so igrali v dvorani TWK Arena v Innsbrucku, Avstrija; ter v dvorani Tsukisamu Saporo Arena v Saporu, Japonska. 

## Sodelujoče države

### Skupina A
Skupina A se je odvila v avstrijskem mestu Innsbrucku:
| Reprezentanca       | Rezultat iz leta 2007                                                     |
| ------------------- | ------------------------------------------------------------------------- |
| Avstrija            | Gostiteljica; udeležbo so si zagotovili z izpadom v elitni diviziji 2007. |
| Združeno kraljestvo | Udeležbo so si zagotovili s četrtim mestom v skupini B v Diviziji I 2007. |
| Kazahstan           | Udeležbo so si zagotovili s tretjim mestom v skupini A v Diviziji I 2007. |
| Južna Koreja        | Udeležbo so si zagotovili s prvim mestom v skupini B v Diviziji II 2007.  |
| Nizozemska          | Udeležbo so si zagotovili s petim mestom v skupini A v Diviziji I 2007.   |
| Poljska             | Udeležbo so si zagotovili z drugim mestom v skupini A v Diviziji I 2007.  |

### Skupina B
Skupina B se je odvila v japonskem mestu Saporo:
| Reprezentanca | Rezultat iz leta 2007                                                                   |
| ------------- | --------------------------------------------------------------------------------------- |
| Hrvaška       | Udeležbo so si zagotovili s prvim mestom v skupini A v Diviziji II 2007.                |
| Estonija      | Udeležbo so si zagotovili s četrtim mestom v skupini A v Diviziji I 2007.               |
| Madžarska     | Udeležbo so si zagotovili z drugim mestom v skupini B v Diviziji I 2007.                |
| Japonska      | Gostiteljica; udeležbo so si zagotovili s tretjim mestom v skupini B v Diviziji I 2007. |
| Litva         | Udeležbo so si zagotovili s petim mestom v skupini B v Diviziji I 2007.                 |
| Ukrajina      | Udeležbo so si zagotovili z izpadom v elitni diviziji 2007.                             |

## Skupina A

### Končna lestvica
|   | Reprezentanca       | OT | Z | ZPP | PPP | P | GF | GA | GR  | TOČ |
| - | ------------------- | -- | - | --- | --- | - | -- | -- | --- | --- |
| 1 | Avstrija            | 5  | 5 | 0   | 0   | 0 | 34 | 12 | 22  | 15  |
| 2 | Kazahstan           | 5  | 3 | 1   | 0   | 1 | 21 | 12 | 9   | 11  |
| 3 | Poljska             | 5  | 2 | 1   | 1   | 1 | 18 | 17 | 1   | 9   |
| 4 | Združeno kraljestvo | 5  | 2 | 0   | 1   | 2 | 19 | 17 | 2   | 7   |
| 5 | Nizozemska          | 5  | 0 | 1   | 0   | 4 | 15 | 30 | -15 | 2   |
| 6 | Južna Koreja        | 5  | 0 | 0   | 1   | 4 | 8  | 27 | -19 | 1   |

Avstrija napreduje v elitno divizijo za 2009.
Južna Koreja je izpadla v Divizijo II za 2009.

### Tekme
| 13. april 2008 | Nizozemska | 3 – 6 | Kazahstan | TWK Arena, Innsbruck |

| Poročilo tekme | Poročilo tekme                                                    | Poročilo tekme          | Poročilo tekme | Poročilo tekme                                    |
| -------------- | ----------------------------------------------------------------- | ----------------------- | --- | ------------------------------------------------- |
| Začetek: 13:30 | James Schaafsma 13:31 (PP2), 28:52 (EQ) Bjorn Willemse 47:31 (EQ) | ( 1 - 3, 1 - 0, 1 - 3 ) | 3:52 (PP1) Aleksej Savčenko, 9:57 (EQ) Ilja Solarev, 19:47 (PP2) Maksim Baljajev 41:59 (EQ), 45:07 (EQ) Lev Krutokhvostov 59:35 (EN) Aleksej Vjatkin | Gledalci: 1354 · Sodnik: Christian Oswald Nemčija |

| 13. april 2008 | Združeno kraljestvo | 1 – 2 (PS) | Poljska | TWK Arena, Innsbruck |

| Poročilo tekme | Poročilo tekme           | Poročilo tekme                        | Poročilo tekme                                            | Poročilo tekme                               |
| -------------- | ------------------------ | ------------------------------------- | --------------------------------------------------------- | -------------------------------------------- |
| Začetek: 16:30 | Greg Chambers 26:14 (EQ) | ( 0 - 1, 1 - 0, 0 - 0, 0 - 0, 0 - 1 ) | 15:11 (EQ) Maciej Urbanowicz, 65:00 (PS) Krzysztof Zapała | Gledalci: 2490 Sodnik: Miroslav Jabavy Češka |

| 13. april 2008 | Južna Koreja | 0 – 8 | Avstrija | TWK Arena, Innsbruck |

| Poročilo tekme | Poročilo tekme | Poročilo tekme          | Poročilo tekme | Poročilo tekme                                   |
| -------------- | -------------- | ----------------------- | --- | ------------------------------------------------ |
| Začetek: 20:30 |                | ( 0 - 3, 0 - 4, 0 - 1 ) | 01:48 (EQ), 32:59 (EQ) Christoph Brandner, 04:27 (EQ) Roland Kaspitz, 17:23 (PP1) Dieter Kalt, 24:23 (EQ) Thomas Koch, 28:17 (EQ) Thomas Raffl, 35:38 (EQ) Oliver Setzinger, 40:52 (PP1) Martin Oraže | Gledalci: 3100 Sodnik: Tommy Soestumoen Norveška |

| 14. april 2008 | Poljska | 6 – 4 | Nizozemska | TWK Arena, Innsbruck |

| Poročilo tekme | Poročilo tekme | Poročilo tekme          | Poročilo tekme | Poročilo tekme                                   |
| -------------- | --- | ----------------------- | --- | ------------------------------------------------ |
| Začetek: 13:30 | Leszek Laszkiewicz (03:35) (PP1), (24:25) (SH1), Marcin Kolusz (15:54) (EQ), Adrian Labryga (40:56) (EQ), Maciej Urbanowicz (42:09) (EQ), Adam Borzęcki (51:53) (PP1) | ( 2 - 2, 1 - 1, 3 - 1 ) | (10:29) (EQ) Nicky De Jong, (19:59) (PP1) Nathaniel Korthuis, (27:49) (PS) Douglas Stienstra, (59:55) (PS) Bradley Smulders | Gledalci: 1090 Sodnik: Tommy Soestumoen Norveška |

| 14. april 2008 | Kazahstan | 5 – 1 | Južna Koreja | TWK Arena, Innsbruck |

| Poročilo tekme | Poročilo tekme | Poročilo tekme          | Poročilo tekme           | Poročilo tekme                                |
| -------------- | --- | ----------------------- | ------------------------ | --------------------------------------------- |
| Začetek: 17:00 | Artemij Lakiza (02:04) (PP1), Andrej Gavrilin (15:37) (EQ), (44:09) (EQ), Jevgenij Fadeyev (39:25) (EQ), Aleksej Voroncov (45:20) (EQ) | ( 2 - 0, 1 - 0, 2 - 1 ) | (52:54) (EQ) Kim Ki Sung | Gledalci: 1270 Sodnik: Igor Dremelj Slovenija |

| 14. april 2008 | Avstrija | 10 – 5 | Združeno kraljestvo | TWK Arena, Innsbruck |

| Poročilo tekme | Poročilo tekme | Poročilo tekme          | Poročilo tekme | Poročilo tekme                                    |
| -------------- | --- | ----------------------- | --- | ------------------------------------------------- |
| Začetek: 20:30 | Marco Pewal (02:55) (EQ), Roland Kaspitz (08:23) (EQ), Gerd Gruber (13:21) (EQ), Oliver Setzinger (16:04) (PP1), (42:08) (EQ), Thomas Koch (23:38) (EQ), Gerhard Unterluggauer (25:59) (PP1), Thomas Vanek (33:33) (PP1), (41:07) (PP2), (49:46) (PP1) | ( 4 - 3, 3 - 0, 3 - 2 ) | (07:55) (PP1) Greg Chambers, (14:23) (PP1) Ashley Tait, (17:57) (EQ) Thomas Watkins, (42:52) (PP1) Jonathan Weaver, (56:17) (PP1) David Clarke | Gledalci: 3100 · Sodnik: Christian Oswald Nemčija |

| 16. april 2008 | Južna Koreja | 1 – 4 | Združeno kraljestvo | TWK Arena, Innsbruck |

| Poročilo tekme | Poročilo tekme          | Poročilo tekme          | Poročilo tekme                                                                                                 | Poročilo tekme                               |
| -------------- | ----------------------- | ----------------------- | --- | -------------------------------------------- |
| Začetek: 13:30 | Cho Min Ho (50:42) (EQ) | ( 0 - 1, 0 - 1, 1 - 2 ) | (01:29) (EQ) David Clarke, (31:39) (EQ) David Longstaff, (46:52) (EQ) Daniel Meyers, (58:13) (SH1) Ashley Tait | Gledalci: 897 Sodnik: Igor Dremelj Slovenija |

| 16. april 2008 | Poljska | 3 – 4 (PS) | Kazahstan | TWK Arena, Innsbruck |

| Poročilo tekme | Poročilo tekme                                                                            | Poročilo tekme                       | Poročilo tekme | Poročilo tekme                                   |
| -------------- | ----------------------------------------------------------------------------------------- | ------------------------------------ | --- | ------------------------------------------------ |
| Začetek: 17:00 | Krzysztof Zapała (40:49) (EQ), Leszek Laszkiewicz (48:27) (EQ), Marcin Jaros (56:30) (EQ) | ( 0 - 1, 0 - 1, 3 - 1, 0 - 0, 0 - 1) | (09:40) (PP1) Andrey Gavrilin, (22:17) (EQ) Andrei Spiridonov, (44:20) (EQ) Yevgeniy Ushkov, (65:00) (PS) Konstantin Kassatkin | Gledalci: 2132 Sodnik: Tommy Soestumoen Norveška |

| 16. april 2008 | Avstrija | 5 – 1 | Nizozemska | TWK Arena, Innsbruck |

| Poročilo tekme | Poročilo tekme | Poročilo tekme          | Poročilo tekme                 | Poročilo tekme                               |
| -------------- | --- | ----------------------- | ------------------------------ | -------------------------------------------- |
| Začetek: 20:30 | Philipp Lukas (20:57) (EQ), Christoph Brandner (43:58) (PP1), Dieter Kalt (47:01) (PP1), Thomas Vanek (52:48) (EQ), (54:08) (EQ) | ( 0 - 0, 1 - 1, 4 - 0 ) | (33:58) (EQ) Douglas Stienstra | Gledalci: 3100 Sodnik: Miroslav Jabavy Češka |

| 18. april 2008 | Združeno kraljestvo | 8 – 1 | Nizozemska | TWK Arena, Innsbruck |

| Poročilo tekme | Poročilo tekme | Poročilo tekme          | Poročilo tekme                  | Poročilo tekme                                |
| -------------- | --- | ----------------------- | ------------------------------- | --------------------------------------------- |
| Začetek: 13:30 | Gregory Owen (05:36) (EQ), (28:34) (PP1), (47:59) (EQ), Jonathan Phillips (11:15) (EQ), Jonathan Weaver (34:04) (EQ), Greg Chambers (36:25) (EQ), (40:36) (SH1), Thomas Watkins (37:45) (EQ) | ( 2 - 0, 4 - 0, 2 - 1 ) | (59:02) (PP2) Jacobus Teunissen | Gledalci: 1249 Sodnik: Igor Dremelj Slovenija |

| 18. april 2008 | Poljska | 4 – 1 | Južna Koreja | TWK Arena, Innsbruck |

| Poročilo tekme | Poročilo tekme | Poročilo tekme         | Poročilo tekme           | Poročilo tekme                                    |
| -------------- | --- | ---------------------- | ------------------------ | ------------------------------------------------- |
| Začetek: 17:00 | Krzysztof Zapała (26:27) (PP1), Marcin Jaros (37:15) (EQ), Jarosław Różański (50:54) (EQ), Sebastian Kowalówka (56:30) (EQ) | ( 0 - 0, 2 - 1, 2 - 0) | (24:18) (EQ) Kim Kyu Hun | Gledalci: 2005 · Sodnik: Christian Oswald Nemčija |

| 18. april 2008 | Kazahstan | 3 – 4 | Avstrija | TWK Arena, Innsbruck |

| Poročilo tekme | Poročilo tekme                                                                                     | Poročilo tekme          | Poročilo tekme | Poročilo tekme                               |
| -------------- | -------------------------------------------------------------------------------------------------- | ----------------------- | --- | -------------------------------------------- |
| Začetek: 20:30 | Lev Krutokhvostov (13:34) (EQ), Andrei Ogorodnikov (30:50) (EQ), Vladislav Kolesnikov (46:59) (EQ) | ( 1 - 1, 1 - 2, 1 - 1 ) | (01:14) (EQ) Martin Ulrich, (30:07) (SH1) Dieter Kalt, (35:43) (SH1) Daniel Welser, (56:51) (PP1) Christoph Brandner | Gledalci: 3200 Sodnik: Miroslav Jebavy Češka |

| 19. april 2008 | Nizozemska | 6 – 5 (OT) | Južna Koreja | TWK Arena, Innsbruck |

| Poročilo tekme | Poročilo tekme | Poročilo tekme                 | Poročilo tekme | Poročilo tekme                               |
| -------------- | --- | ------------------------------ | --- | -------------------------------------------- |
| Začetek: 13:30 | Casey van Schagen (03:56) (EQ), Marcel Kars (15:43) (EQ), Jamie Schaafsma (46:59) (EQ), (64:23) (EQ) Bradley Smulders (30:18) (EQ), Doug Stienstra (58:59) (EQ) | ( 2 - 1, 2 - 3, 1 - 1, 1 - 0 ) | (02:52) (EQ), (33:30) (PP1) Min Ho Cho, (28:07) (EQ) Woo Sang Park, (37:11) (EQ) Yong Jun Lee, (53:05) (EQ) Ki Sung Kim | Gledalci: 1890 Sodnik: Miroslav Jebavy Češka |

| 19. april 2008 | Kazahstan | 3 – 1 | Združeno kraljestvo | TWK Arena, Innsbruck |

| Poročilo tekme | Poročilo tekme                                                            | Poročilo tekme          | Poročilo tekme             | Poročilo tekme                                    |
| -------------- | ------------------------------------------------------------------------- | ----------------------- | -------------------------- | ------------------------------------------------- |
| Začetek: 17:00 | Andrej Spiridonov (12:34) (EQ), (54:42) (EQ) Aleksej Vjatkin (55:14) (EQ) | ( 1 - 1, 0 - 0, 2 - 0 ) | (06:28) (PP1) David Clarke | Gledalci: 2400 · Sodnik: Christian Oswald Nemčija |

| 19. april 2008 | Avstrija | 7 – 3 | Poljska | TWK Arena, Innsbruck |

| Poročilo tekme | Poročilo tekme | Poročilo tekme          | Poročilo tekme                                                          | Poročilo tekme                                   |
| -------------- | --- | ----------------------- | ----------------------------------------------------------------------- | ------------------------------------------------ |
| Začetek: 20:30 | Jeremy Rebek (11:31) Dieter Kalt (23:13) (PP2), (26:45) Gerhard Unterluggauer (23:36) (PP1), (50:04) (PP1) Daniel Welser (31:55) Philipp Lukas (39:10) | ( 1 - 1, 5 - 0, 1 - 2 ) | (13:00) Marcin Kolusz (45:00) Maciej Urbanowicz, (51:53) Adrian Labryga | Gledalci: 3200 Sodnik: Tommy Soestumoen Norveška |

## Skupina B

### Končna lestvica
|   | Reprezentanca | OT | Z | ZPP | PPP | P | GF | GA | GR  | TOČ |
| - | ------------- | -- | - | --- | --- | - | -- | -- | --- | --- |
| 1 | Madžarska     | 5  | 5 | 0   | 0   | 0 | 22 | 7  | 15  | 15  |
| 2 | Ukrajina      | 5  | 3 | 1   | 0   | 1 | 18 | 8  | 10  | 11  |
| 3 | Japonska      | 5  | 3 | 0   | 1   | 1 | 19 | 10 | 9   | 10  |
| 4 | Litva         | 5  | 2 | 0   | 0   | 3 | 9  | 21 | -12 | 6   |
| 5 | Hrvaška       | 5  | 0 | 1   | 0   | 4 | 5  | 15 | -10 | 2   |
| 6 | Estonija      | 5  | 0 | 0   | 1   | 4 | 9  | 21 | -12 | 1   |

Madžarska napreduje v elitno divizijo za 2009.
Estonija je izpadla v Divizijo II za 2009.

### Tekme
| 13. april 2008 | Hrvaška | 0 – 4 | Ukrajina | Tsukisamu Saporo Arena, Saporo |

| Poročilo tekme | Poročilo tekme | Poročilo tekme          | Poročilo tekme                                                                                               | Poročilo tekme                           |
| -------------- | -------------- | ----------------------- | --- | ---------------------------------------- |
| Začetek: 13:00 |                | ( 0 - 1, 0 - 1, 0 - 2 ) | 8:42 (EQ) Juri Djačenko 33:48 (PP2) Dmitro Cirul 52:06 (EQ) Vadim Šakhraičuk 52:27 (EQ) Oleksandr Karaulščuk | Gledalci: 593 · Sodnik: Sean Reid Kanada |

| 13. april 2008 | Estonija | 3 – 5 | Madžarska | Tsukisamu Saporo Arena, Saporo |

| Poročilo tekme | Poročilo tekme                                                                   | Poročilo tekme          | Poročilo tekme                                                                                 | Poročilo tekme                                |
| -------------- | -------------------------------------------------------------------------------- | ----------------------- | ---------------------------------------------------------------------------------------------- | --------------------------------------------- |
| Začetek: 16:30 | Maksim Ivanov 3:05 (PP1) Andrei Makrov 24:36 (PP2) Aleksander Polozov 34:03 (EQ) | ( 1 - 2, 2 - 1, 0 - 2 ) | 7:48 (EQ), 11:10 (PP1) Márton Vas 39:04 (EQ), 45:30 (EQ) Csaba Kovács 51:03 (EQ) Dániel Fekete | Gledalci: 978 Sodnik: Pawel Meszynski Poljska |

| 13. april 2008 | Litva | 0 – 5 | Japonska | Tsukisamu Saporo Arena, Saporo |

| Poročilo tekme | Poročilo tekme | Poročilo tekme          | Poročilo tekme | Poročilo tekme                                           |
| -------------- | -------------- | ----------------------- | --- | -------------------------------------------------------- |
| Začetek: 20:00 |                | ( 0 - 4, 0 - 0, 0 - 1 ) | 4:23 (PP1) Yosuke Kon 9:09 (PP1) Masahito Nishiwaki 12:55 (PP1) Sho Sato 18:02 (EQ) Darcy Mitani 41:28 (EQ) Ryuichi Kawai | Gledalci: 708 Sodnik: Nigel Boniface Združeno kraljestvo |

| 14. april 2008 | Ukrajina | 3 – 1 | Estonija | Tsukisamu Saporo Arena, Saporo |

| Poročilo tekme | Poročilo tekme                                                                | Poročilo tekme          | Poročilo tekme            | Poročilo tekme                                           |
| -------------- | ----------------------------------------------------------------------------- | ----------------------- | ------------------------- | -------------------------------------------------------- |
| Začetek: 13:00 | Dmitro Cirul 28:58 (EQ) Juri Navarenko 37:39 (SH1) Roman Salnikov 59:27 (ENG) | ( 0 - 0, 2 - 1, 1 - 0 ) | 22:15 (PP1) Andrei Makrov | Gledalci: 195 Sodnik: Nigel Boniface Združeno kraljestvo |

| 14. april 2008 | Madžarska | 6 – 0 | Litva | Tsukisamu Saporo Arena, Saporo |

| Poročilo tekme | Poročilo tekme | Poročilo tekme          | Poročilo tekme | Poročilo tekme                           |
| -------------- | --- | ----------------------- | -------------- | ---------------------------------------- |
| Začetek: 16:30 | Márton Vas 10:11 (PP1) Gábor Ocskay 11:31 (PP2), 58:37 (EQ) Krisztián Palkovics 29:22 (PP1) Csaba Kovács 36:31 (PS) Balázs Ladányi 59:31 (PP1) | ( 2 - 0, 2 - 0, 2 - 0 ) |                | Gledalci: 708 · Sodnik: Sean Reid Kanada |

| 14. april 2008 | Japonska | 3 – 0 | Hrvaška | Tsukisamu Saporo Arena, Saporo |

| Poročilo tekme | Poročilo tekme                                                                | Poročilo tekme          | Poročilo tekme | Poročilo tekme                                   |
| -------------- | ----------------------------------------------------------------------------- | ----------------------- | -------------- | ------------------------------------------------ |
| Začetek: 20:00 | Darcy Mitani 8:34 (PP1) Daisuke Obara 41:05 (PP1) Takahito Suzuki 56:24 (PP1) | ( 1 - 0, 0 - 0, 2 - 0 ) |                | Gledalci: 1145 Sodnik: Vladimir Baluska Slovaška |

| 16. april 2008 | Hrvaška | 2 – 1 (PS) | Estonija | Tsukisamu Saporo Arena, Saporo |

| Poročilo tekme | Poročilo tekme                                      | Poročilo tekme                        | Poročilo tekme          | Poročilo tekme                                           |
| -------------- | --------------------------------------------------- | ------------------------------------- | ----------------------- | -------------------------------------------------------- |
| Začetek: 13:00 | Marko Lovrenčić 39:01 (PP1) Mario Novak 65:00 (GWG) | ( 0 - 1, 1 - 0, 0 - 0, 0 - 0, 1 - 0 ) | 13:30 (PP1) Ilja Urusev | Gledalci: 153 Sodnik: Nigel Boniface Združeno kraljestvo |

| 16. april 2008 | Ukrajina | 6 – 1 | Litva | Tsukisamu Saporo Arena, Saporo |

| Poročilo tekme | Poročilo tekme | Poročilo tekme          | Poročilo tekme                | Poročilo tekme                                  |
| -------------- | --- | ----------------------- | ----------------------------- | ----------------------------------------------- |
| Začetek: 16:30 | Vadim Šakhrajhuk 0:47 (EQ) Konstantin Kasiančuk 8:15 (EQ) Andrei Srjubko 10:43 (PP1) Aleksandr Materukhin 16:01 (PS) Sergei Klimentiev 29:25 (EQ) Roman Salnikov 51:37 (EQ) | ( 4 - 0, 1 - 1, 1 - 0 ) | 35:47 (EQ) Tadas Kumeliauskas | Gledalci: 438 Sodnik: Vladimir Baluska Slovaška |

| 16. april 2008 | Madžarska | 4 – 2 | Japonska | Tsukisamu Saporo Arena, Saporo |

| Poročilo tekme | Poročilo tekme                                                                                 | Poročilo tekme          | Poročilo tekme                                    | Poročilo tekme                                 |
| -------------- | ---------------------------------------------------------------------------------------------- | ----------------------- | ------------------------------------------------- | ---------------------------------------------- |
| Začetek: 20:00 | Balázs Ladányi 26:45 (EQ) Krisztián Palkovics 27:46 (EQ), 59:25 (ENG) Gábor Ocskay 33:50 (SH1) | ( 0 - 0, 3 - 1, 1 - 1 ) | 37:37 (EQ) Sho Sato 45:59 (EQ) Masahito Nishiwaki | Gledalci: 1363 Sodnik: Pawel Meszynski Poljska |

| 18. april 2008 | Estonija | 1 – 4 | Litva | Tsukisamu Saporo Arena, Saporo |

| Poročilo tekme | Poročilo tekme            | Poročilo tekme          | Poročilo tekme | Poročilo tekme                                |
| -------------- | ------------------------- | ----------------------- | --- | --------------------------------------------- |
| Začetek: 13:00 | Maksim Ivanov 38:00 (PP2) | ( 0 - 1, 1 - 1, 0 - 2 ) | 18:41 (EQ) Mindaugas Kieras 22:00 (PP1) Darius Lelėnas 44:08 (PP1) Dalius Vaiciukevičius 59:47 (ENG) Egidijus Bauba | Gledalci: 238 Sodnik: Pawel Meszynski Poljska |

| 18. april 2008 | Madžarska | 3 – 0 | Hrvaška | Tsukisamu Saporo Arena, Saporo |

| Poročilo tekme | Poročilo tekme                                                      | Poročilo tekme          | Poročilo tekme | Poročilo tekme                                  |
| -------------- | ------------------------------------------------------------------- | ----------------------- | -------------- | ----------------------------------------------- |
| Začetek: 16:30 | Imre Peterdi 35:01 (EQ) Krisztián Palkovics 46:01 (EQ), 49:45 (PP1) | ( 0 - 0, 1 - 0, 2 - 0 ) |                | Gledalci: 541 Sodnik: Vladimir Baluska Slovaška |

| 18. april 2008 | Japonska | 2 – 3 (PS) | Ukrajina | Tsukisamu Saporo Arena, Saporo |

| Poročilo tekme | Poročilo tekme                                    | Poročilo tekme                        | Poročilo tekme                                                                         | Poročilo tekme                            |
| -------------- | ------------------------------------------------- | ------------------------------------- | -------------------------------------------------------------------------------------- | ----------------------------------------- |
| Začetek: 20:00 | Suzuki Takahito 24:59 (EQ) Kamino Toru 36:49 (EQ) | ( 0 - 0, 2 - 2, 0 - 0, 0 - 0, 0 - 1 ) | Kostiantin Kasianchuk 20:42 (PP1) Sergii Varlamov 39:09 (PP1) Dmitro Cirul 65:00 (GWG) | Gledalci: 1879 · Sodnik: Sean Reid Kanada |

| 19. april 2008 | Litva | 4 – 3 | Hrvaška | Tsukisamu Saporo Arena, Saporo |

| Poročilo tekme | Poročilo tekme                                                                                    | Poročilo tekme         | Poročilo tekme                                                                | Poročilo tekme                                |
| -------------- | ------------------------------------------------------------------------------------------------- | ---------------------- | ----------------------------------------------------------------------------- | --------------------------------------------- |
| Začetek: 13:00 | Dovydas Kulevičius 21:13 (PP1), 45:40 (EQ) Mindaugas Kireas 44:10 (PP2) Darius Lelėnas 58:18 (EQ) | ( 0 - 2, 1 - 0, 3 - 1) | Tomislav Čunko 14:35 (EQ) Veljko Žibret 15:20 (EQ) Krešimir Švigir 47:17 (EQ) | Gledalci: 989 Sodnik: Meszynski Pawel Poljska |

| 19. april 2008 | Japonska | 7 – 3 | Estonija | Tsukisamu Saporo Arena, Saporo |

| Poročilo tekme | Poročilo tekme | Poročilo tekme         | Poročilo tekme                                                                | Poročilo tekme                    |
| -------------- | --- | ---------------------- | ----------------------------------------------------------------------------- | --------------------------------- |
| Začetek: 16:30 | Saito Takeshi 2:14 (EQ), 41:43 (PP1) Aaron Keller 3:32 (EQ) Obara Daisuke 6:15 (PP1) Mitani Darcy 11:48 (EQ), 21:01 (PP1) Kon Yosuke 44:05 (EQ) | ( 4 - 2, 1 - 0, 2 - 1) | Maksim Ivanov 0:36 (EQ) Andrei Makrov 9:44 (EQ) Aleksei Sibirtsev 48:57 (PP1) | Sodnik: Vladimir Baluska Slovaška |

| 19. april 2008 | Ukrajina | 2 – 4 | Madžarska | Tsukisamu Saporo Arena, Saporo |

| Poročilo tekme | Poročilo tekme                                        | Poročilo tekme         | Poročilo tekme                                                                             | Poročilo tekme                            |
| -------------- | ----------------------------------------------------- | ---------------------- | ------------------------------------------------------------------------------------------ | ----------------------------------------- |
| Začetek: 20:00 | Oleg Blagoi 37:04 (EQ) Vitalij Semenčenko 37:39 (SH1) | ( 0 - 2, 2 - 1, 0 - 1) | 10:27 (EQ), 59:19 (SH1) Márton Vas 19:32 (PP1) Krisztián Palkovics 21:46 (EQ) Imre Peterdi | Gledalci: 2544 · Sodnik: Sean Reid Kanada |